# Les Amants de demain
Pour plus de détails, voir Fiche technique et Distribution.
Les Amants de demain est un film français réalisé par Marcel Blistène, sorti en 1959.

## Synopsis
Le chef d'orchestre Pierre Montfort a tué sa femme la veille de Noël à l’issue d’un drame passionnel. Dans sa fuite, il tombe en panne et doit attendre la réparation aux Géraniums, une modeste pension de la banlieue parisienne. Il y est bouleversé par la chanson triste de Simone, femme bafouée par un mari vulgaire et infidèle. Simone et Pierre se reconnaissent dans leurs malheurs et tombent amoureux. Mais la photo de l'épouse assassinée apparaît bientôt dans la presse.

## Fiche technique
- Titre d’origine: Les Amants de demain
- Réalisation : Marcel Blistène
- Scénario : Pierre Brasseur
- Adaptation : Marcel Blistène, Jacques Sigurd
- Dialogues : Jacques Sigurd
- Musique : Marguerite Monnot
- Chansons : Les Amants de demain et Les Neiges de Finlande. paroles d’Henri Contet, Tant qu'il y aura des jours et Fais comme si, paroles de Michel Rivgauche, musiques de Marguerite Monnot, interprétées par Édith Piaf
- Photographie : Marc Fossard
- Son : René Longuet
- Montage : Jacques Mavel
- Décors : Louis Le Barbenchon
- Maquillages : Nicole Bouhan
- Pays d’origine :  France
- Langue : français
- Tournage : en 1957-1958, en Île-de-France (extérieurs) et aux studios de Boulogne, 2 rue de Silly, à Boulogne-Billancourt
- Producteur : René Bianco
- Directeur de production : Georges Bureau
- Sociétés de production : Cinextension (France), Société Nouvelle Océans Films (France)
- Société de distribution : Compagnie Commerciale Française Cinématographique (CCFC)
- Format : Noir et blanc — 35 mm — 1,37:1 — Son : Mono
- Genre : Film dramatique
- Durée : 75 minutes
- Date de sortie : 26 août 1959 en France

## Distribution
- Édith Piaf : Simone
- Michel Auclair : Pierre Montfort
- Armand Mestral : Louis, le mari de Simone
- Joëlle Bernard : Yvonne
- Raymond Souplex : Charles
- Georges Aminel : l’inconnu
- Marcelle Arnold : une cliente des Géraniums
- Georges Bever : un locataire
- Robert Dalban : le garagiste
- Gabrielle Fontan : la vieille
- Germaine de France : une locataire
- Mona Goya : une cliente des Géraniums
- Olivier Hussenot : l’agent
- Jacky Moulière : le jeune infirme
- Robert Castel
- Henri Coutet
- Françoise Vatel
- Gina Manès
- Max Mégy